# Alexis Vincent Charles Berbiguier de Terre-Neuve du Thym
Pour les articles homonymes, voir Berbiguier.
Alexis Vincent Charles Berbiguier de Terre-Neuve du Thym, né le 3 juillet 1764 à Carpentras où il est mort le 3 décembre 1851, est l'auteur d'une vaste autobiographie en trois volumes et 274 chapitres intitulée Les farfadets ou Tous les démons ne sont pas de l'autre monde. Obsédé toute sa vie par des créatures démoniaques qu'il nomme « farfadets », soigné sans grand succès à la Salpêtrière par Philippe Pinel, pionnier de la psychothérapie, il est considéré par Raymond Queneau et André Blavier comme un archétype du fou littéraire. Jean-Luc Steinmetz compare son cas à celui du président Schreber.

## Biographie
Cousin du flutiste compositeur, fils de Noël et de Marie-Claire Bertrand, il alla habiter Avignon, vers 1792, et a vécu à Paris (où un de ses oncles était chanoine de Sainte-Opportune) depuis 1812 jusqu’au mois d'avril 1841, époque où il est revenu dans sa ville natale. 

### Démons, sorciers et farfadets

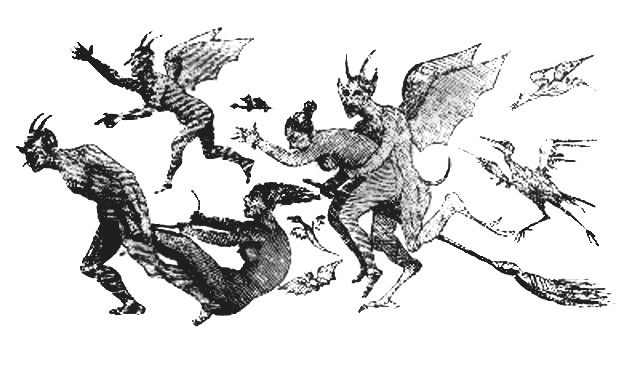
Farfadets.

Tout commence par des bruits qu'il entend pendant la nuit. Apparaissent alors deux chats, qui ne sont autres que deux sorcières envoyées par Belzébuth pour le tourmenter. Berbiguier perd le sommeil et songe au suicide. Une vision de Jésus au paradis le détermine à lutter contre les forces du mal. Aux maléfices des farfadets qui se multiplient sans cesse, Berbiguier riposte par des incantations et des fumigations de soufre et de thym. Il les pique avec des aiguilles et leur jette du tabac dans les yeux. Lorsqu'il parvient à en capturer quelques-uns, il les enferme dans des bouteilles qu'il cachette avec de la cire d'Espagne.
Lucifer s'inquiète alors de ses agissements et lui envoie des lettres de menace, que Berbiguier reproduit dans son livre. Les farfadets sont partout : prenant la forme d'un serpent ou d'une anguille, d'un sansonnet ou d'un oiseau-mouche, ils le privent de ses facultés intellectuelles et le font éternuer, ils harcèlent son écureuil et font souffler le vent pour briser son parapluie, ils sont la cause des entorses et ils incendient les granges et les châteaux, ils rendent les hommes impuissants et engrossent les jeunes filles. Les farfadets se camouflent même sous l'apparence des plus respectables savants de son époque.

« J'ai cru, dans l'intérêt de ma cause, devoir désigner nominativement les plus cruels de mes ennemis. Les Pinel, les Moreau, les Prieur, les Chaix, les Vandeval, et tous ceux qui m'ont fait endurer les plus cruelles souffrances, sont les premiers farfadets du royaume. Lorsqu'ils seront connus de tous les souverains, ils ne sauront plus où reposer leurs têtes criminelles. »

Mû par l'espoir de délivrer l'humanité de ce fléau, Berbiguier dédie son ouvrage « à tous les empereurs, rois, princes, souverains des quatre parties du monde » :

« Ces représentants de Dieu sur la terre me favoriseront dans mes opérations. Ils feront bâtir des cheminées assez grandes pour y établir des fourneaux anti-farfadéens ; ils fourniront à leurs frais le soufre, le sel, les cœurs de bœufs, les foies de moutons, les aiguilles, les épingles et tout ce qui est reconnu pour contrarier la race infernale ; alors on pourra faire en grand ce que je n’ai pu faire jusqu’à présent qu’en petit, et au lieu de tuer les farfadets par centaines, ils tomberont sous nos coups par milliers. »

Berbiguier s'était lui-même adjoint le nom de Terre-Neuve du Thym afin, dit-il, ne pas être confondu avec les autres Berbiguier. Il projetait aussi d'acheter une « terre neuve » où il ne ferait pousser que du thym, mais il mourut avant d'avoir réalisé son rêve de pouvoir ainsi éloigner les farfadets à jamais.

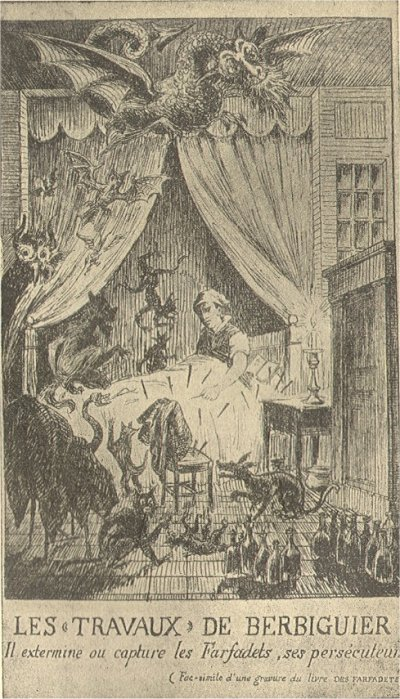
« Les travaux de Berbiguier : Il extermine ou capture les farfadets, ses persécuteurs » Gravure d'après un dessin de Berbiguier.
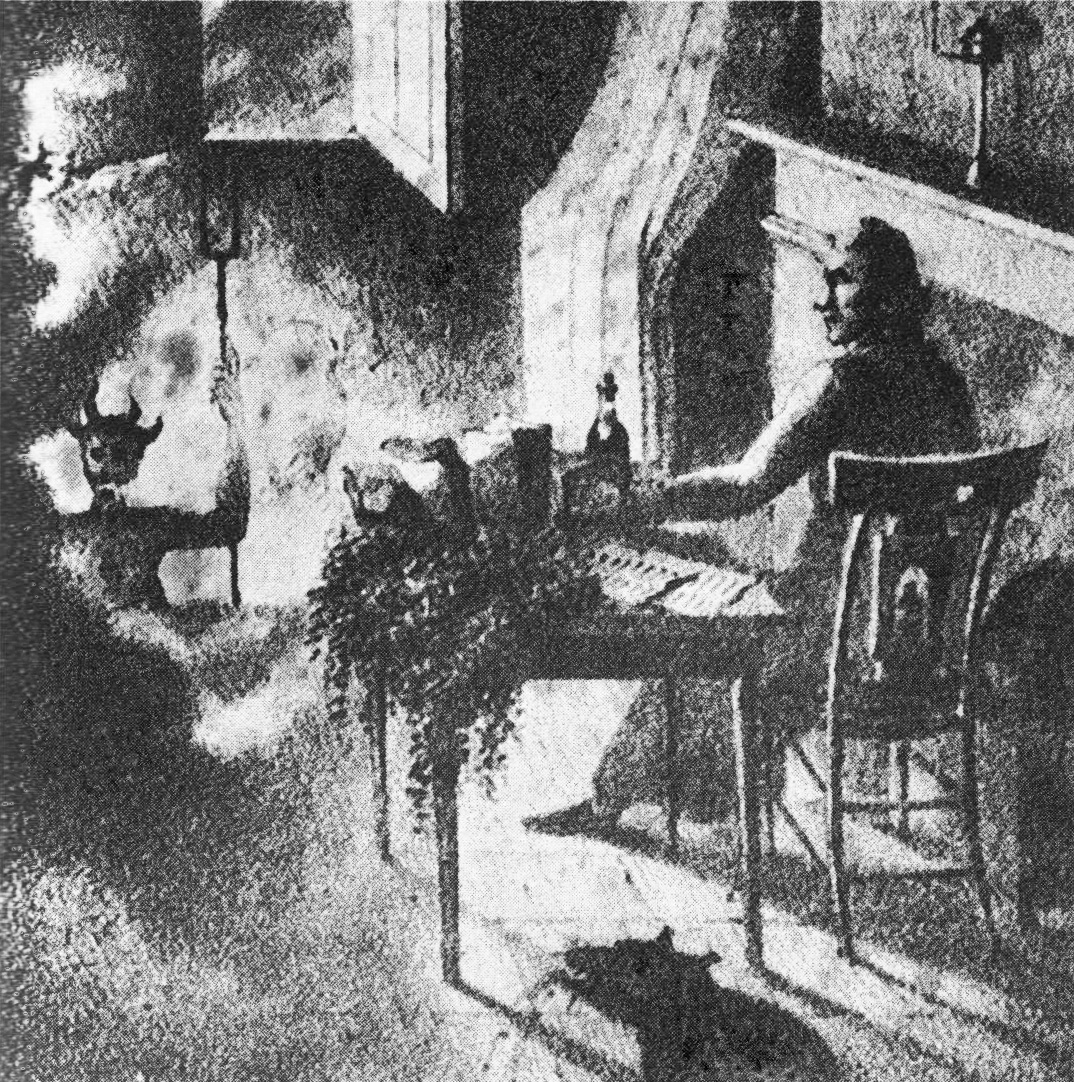
Alexis Vincent Charles Berbiguier de Terre-Neuve du Thym face aux farfadets Gravure d'après un dessin de Berbiguier.

### Un fou précurseur
Alors que le « cas Berbiguier » s'est taillé une place dans les annales de la psychiatrie française et que ses farfadets continuent à alimenter les dictionnaires de démonologie, c'est dans le domaine littéraire que son nom est le plus souvent évoqué. Théophile Gautier a brossé son portrait imaginaire dans Onuphrius, un conte fantastique paru en 1832, et Flaubert a consulté Les Farfadets en 1872 pour documenter Bouvard et Pécuchet. S'il est vrai que Berbiguier se situe à la frontière de la médecine et de la littérature, il peut être vu aussi comme le précurseur d'un Nerval ou d'un Nodier, qui feront de la folie de l'écrivain et de l'intrusion du surnaturel dans le quotidien le double thème d'un courant important de la littérature romantique.

## Œuvre
- Les Farfadets, ou Tous les démons ne sont pas de l'autre monde, Paris, Gueffier, 1821, 3 volumes (lire en ligne)Réédition : Grenoble, Jérôme Millon, 1990, (ISBN 2-905614-40-4)